# 서울 흥천사 만세루 신중도
흥천사 만세루 신중도(興天寺 萬歲樓 神衆圖)는 대한민국 서울특별시 성북구 흥천사에 있는 조선시대의 신중도이다. 2017년 6월 8일 서울특별시의 유형문화재 제410호로 지정되었다.

## 지정 사유
화면을 상하로 나누어 상단에는 제석범천 등 천부세계를 나타내고, 하단에는 천룡부를 표현하였다. 극락보전에 봉안된 1885년 조성의 신중도와 채색에서만 약간의 차이를 보일 뿐 도상이 거의 일치하고 있는데, 이 신중도의 조성에 참여한 화승(碧㶏誌 閑 , 比丘肯法)이 극락보전 신중도 조성에도 참여한 사실에서 관련성을 찾을 수 있다. 화면 하단의 화기 내용으로 보아 광서 16년인 1890년 긍조(亘照)가 수화승을 맡았다. 화기에 의해 조성연대, 봉안사찰, 조성화승이 명확하며, 동참화승의 기록을 통해 극락보전 신중도와의 영향관계 및 화풍 파악, 19세기 후반 서울·경기지역의 신중도 도상 비교 등을 위한 자료적 가치가 있어 서울시 유형문화재로 지정하는 바이다.

## 조사 보고서
가로와 세로가 거의 동일한 크기의 정방형 바탕 위에 帝釋天과 梵天을 중심으로 天龍部를 거느린 韋駄天과 天神, 天女, 童女, 童男 등 天部의 무리를 그린 신중도이다. 화기가 기록된 화면 하단은 부분적으로 얼룩과 찢어진 부분, 안료 박락과 촛농에 의한 오염 흔적이 엿보인다.
畵記는 화면 테두리 흰색 바탕 위에 별도의 구획 없이 먹으로 조성연대, 봉안처, 조성화원, 시주자 등이 기록되어 있다.
화면을 크게 상하로 나누어 상단에는 제석·범천을 위시한 天部世界를 나타내고, 하단에는 위태천을 비롯하여 여러 무기를 들고 무장한 천룡부를 표현하였다.
둥근 머리광배에 장방형 몸광배를 구비한 상단부 왼쪽(向右側)의 제석천은 마치 궁중의복처럼 화려한 법의를 착용한 채, 두 손으로는 왼 어깨에 비켜 연꽃가지를 들었다. 제석천과 대칭으로 자리하고 있는 범천 또한 오른 어깨에 비켜 모란화 가지를 들고 있는 점만 다를 뿐 제석천과 거의 유사한 모습이다. 제석천과 범천 주위로는 笏을 든 日․月大臣 및 日宮天子와 月宮天子를 비롯하여 傘蓋와 幢幡을 든 천녀, 악기를 연주하는 주악 동남․동녀, 일종의 부채인 扇과 幢을 든 천녀 등이 빽빽하게 배치되어 있으며, 맨 위쪽 상단에는 하늘 공간을 표현하였다.
턱이 갸름하니 둥글어진 얼굴의 제석천과 범천을 위시하여 천녀, 동남․동 녀 등의 상들을 보면 정교한 필선을 사용하여 상호를 표현하고 밝은 피부색을 하여 천부세계를 나타낸 듯 곱상하고 우아함이 느껴진다.
하단의 천룡부 수장인 위태천은 깃털 모양의 장식을 갖춘 투구를 쓴 무장 모습으로 배를 약간 내민 채 두 손으로 삼지창을 짚고 서 있다.
위태천 좌우로는 탕건을 쓰고 깃털부채를 든 신중상(山神으로 불림)과 책을 어깨에 기대어 들고 있는 신중상(竈王神으로 불림), 갑옷을 입고 靑龍偃月刀와 죽절형 武具 및 검으로 무장한 천룡부의 신장상들이 배치되어 있다. 이들 천룡부의 상들은 상단 천부세계의 상들과 달리 어두워 진 피부 빛깔에 모두 무장을 한 채 길고 덥수룩한 수염을 하고 부라린 것처럼 눈을 크게 표현하여 강인한 느낌을 준다.
채색은 이 시기의 다른 불화들과 마찬가지로 적색과 녹색이 주조를 이루는데, 적색의 경우 탁해지고 녹색 또한 짙고 어두운 암록색을 하여 전반적으로 화면이 무거워진 느낌이다. 이를 해소하기라도 하듯 삼지창과 검 등의 무구, 각종 器物과 冠帶, 의복 등에 부분적으로 金을 사용하여 채색하거나 문양을 그려 넣음으로써 밝아지고 활기가 느껴진다.
또한 이 신중도 조성 시 흥천사에 별도의 불사 도량을 개설하여 흥천사 大房의 상단불화 1축을 비롯한 원불도 1축과 신중도 1축, 제석천도 1축 조성과 함께 아미타불상 改粉 및 관음보살상 改金, 원불 1존상 改金, 南巡童子 및 海上龍王의 改彩도 이루어졌음이 파악된다. 그리고 인근 사찰인 봉국사 봉안의 대방 상단불화 1축과 원불도 1축, 신중도 1축을 조성하고 원불 1존상의 개금도 함께 이루어졌음을 알 수 있다.
이 신중도의 도상을 살펴보면 흥천사 극락보전에 봉안되어 있는 1885년 조성의 신중도(제석범천천룡도)와 하늘 공간 처리와 색채의 채용에서만 약간의 차이점이 엿보일 뿐 도상은 거의 일치하고 있음이 발견된다.
이와 같은 이유는 이 신중도 조성에 참여하고 있는 화승 가운데 碧㶏誌 閑 , 比丘肯法의 경우 극락보전 신중도 조성 시 동참화원이었다는 데 있다고 하겠으며, 동일 본을 사용하여 그렸을 가능성 또한 충분히 짐작된다.
이 신중도는 화기에 의해 조성연대와봉안사찰 및 조성화승등이 명확하 게 밝혀졌음은 물론, 19세기 후반 한성부 지역의 신중도 도상 비교 및 수화승 긍조와 동참 화승 긍법, 축연, 그리고 극락보전 신중도 동참화승 지한 , 긍법 과의 영향관계 및 화풍 파악에 있어 자료적 가치가 인정된다고 하겠다. 특히 긍조, 긍법, 축연은 19세기 후반～20세기 전반에 걸쳐 서울․ 경기지역에서 대활약을 하였던 대표적 화승들로서 불화의 격이 짐작된다.
이에 흥천사 만세루 봉안의 신중도(제석범천천룡도)는 서울특별시 유형문화재로 지정할만한 가치가 충분하다고 하겠다.

## 화기
大淸光緖十六年庚寅十月日三角山興天寺水月道場空花佛事 本寺大房上壇幀一軸 願佛幀一軸 神衆幀一軸 帝釋幀一軸 阿彌陀佛改粉 觀世音菩薩改金 願佛一尊像改金 南巡童子 海上龍王改彩 奉國寺大房上壇幀一軸 願佛幀一軸 神衆 幀一軸 願佛一尊像改金 本月十六日神供二十五日夜點 眼奉安于本寺…金魚都片手 亘照 模像 普庵肯法 碧隱誌閑 萬波定翼 蕙山竺衍 明應幻鑑 錦城性典 玩明應基 比丘慧照 比丘戒禪 比丘景林 比丘慧觀 比丘等閑 沙彌敬恩라는 내용으로 보아, 이 신중도는 光緖 16年인 1890년 亘照가 수화승을 맡고 普庵肯法 碧隱誌閑 萬波定翼 蕙山 竺衍 明應幻鑑 錦城性典玩明應基 比丘戒禪 比丘景林 比丘慧觀 比丘等閑 沙彌敬恩

## 참고 자료
- 흥천사 만세루 신중도 - 국가유산청 국가유산포털